# Raf Mattioli
Pour les articles homonymes, voir Mattioli.
 Raf Mattioli, nom de naissance Raffaele Mattioli, né à Naples le 18 octobre 1936 et mort à Rome le 12 octobre 1960 est un acteur italien.

## Biographie
Raf Mattioli est né à Naples. À l'âge de vingt ans, attiré par le cinéma, il se rend à Rome. En 1957, il est retenu par Alberto Lattuada pour son premier rôle dans le film Guendalina.  Il tourne dans plusieurs films le dernier étant Le baccanti'', de Giorgio Ferroni au cours du tournage duquel il décède prématurément d'une ischémie à l'âge de 23 ans à l’hôtel Parioli à Rome le 12 octobre 1960 .

## Filmographie

### Cinéma
- 1957 : Guendalina d'Alberto Lattuada : Oberdan Pancani
- 1957 : Vacances à Ischia (Vacanze a Ischia) de Mario Camerini : Salvatore
- 1957 : La Belle et le Corsaire (Il corsaro della Mezza Luna) de Giuseppe Maria Scotese : Vasco
- 1958 : Les Jeunes Maris (Giovani mariti) de Mauro Bolognini : Giulio
- 1959 : Primo amore de Mario Camerini : Piero
- 1959 : Été violent (Estate violenta) de Valerio Zurlini : Giorgio
- 1959 : I ragazzi dei Parioli de Sergio Corbucci : Bob
- 1959 : Amour à Tunis (Tunisi Top Secret) de Bruno Paolinelli : Dr. Fuat/Seymour
- 1959 : La loi (La legge) de Jules Dassin : Francesco Brigante
- 1960 : Les Bacchantes (Le baccanti) de Giorgio Ferroni : Lacdamos